# Alphonse Duvernoy
Pour les articles homonymes, voir Duvernoy.
Victor Alphonse Duvernoy né le 30 août 1842 à Paris 3e et mort le 6 mars 1907 à Paris 8e, est un pianiste et compositeur français.

## Biographie
Né au sein d'une famille de musiciens, il est petit-fils de Charles Duvernoy et petit-neveu de Frédéric Duvernoy, célèbres musiciens et compositeurs de la fin du XVIIIe et du début du XIXe siècle, et fils du baryton-basse Charles-François Duvernoy (it). Son frère Edmond Duvernoy est baryton et pianiste.
Il étudie le piano et la composition au Conservatoire de Paris où il a pour professeurs Antoine François Marmontel, François Bazin et Auguste Barbereau. Il obtient le premier prix de piano en 1855.
En parallèle de sa carrière de virtuose il fonde une société de musique de chambre en 1869 , en compagnie des violonistes Léonard et Stiehle, de l’altiste Trombetta et du violoncelliste Jacquard, qui organisera durant plusieurs saisons des séances de concerts.
En 1880, son poème symphonique La Tempête, pour solistes, chœur et orchestre, d'après La tempête de Shakespeare, est couronné du Grand Prix de la Ville de Paris. La Cie de l’Oiseleur redonne l'oeuvre en version de concert, accompagnée au piano, en juin 2024, avec notamment Erminie Blondel et Enguerrand de Hys.
Il épouse en 1881 Marianne Viardot, une des filles de Pauline et Louis Viardot, et devient professeur de piano au Conservatoire de Paris à partir de 1886. Il fut, notamment, le professeur d'Alexander Winkler et de Norah Drewett de Kresz (en).
Pour sa production de musique de chambre il est lauréat trois fois du prix Chartier de l'Académie des beaux-arts, en 1888, 1900 et 1906.
Il est nommé chevalier de l'ordre de la Légion d'honneur en 1891 et officier de l'instruction publique dans l'ordre des Palmes académiques en 1896.
Il a également été critique musical au journal La République française de 1884 à 1895 ainsi qu'à l'Indépendance belge de 1882 à 1893.
Comme compositeur, on lui doit deux opéras, un ballet, quelques œuvres symphoniques, de la musique de chambre soignée et originale, en particulier une pittoresque Sérénade avec trompette utilisant le même effectif instrumental que le Septuor de Saint-Saëns, ainsi que de nombreuses pièces pour piano et plusieurs mélodies.
Il est inhumé au cimetière de Montmartre (division 32).

## Œuvres

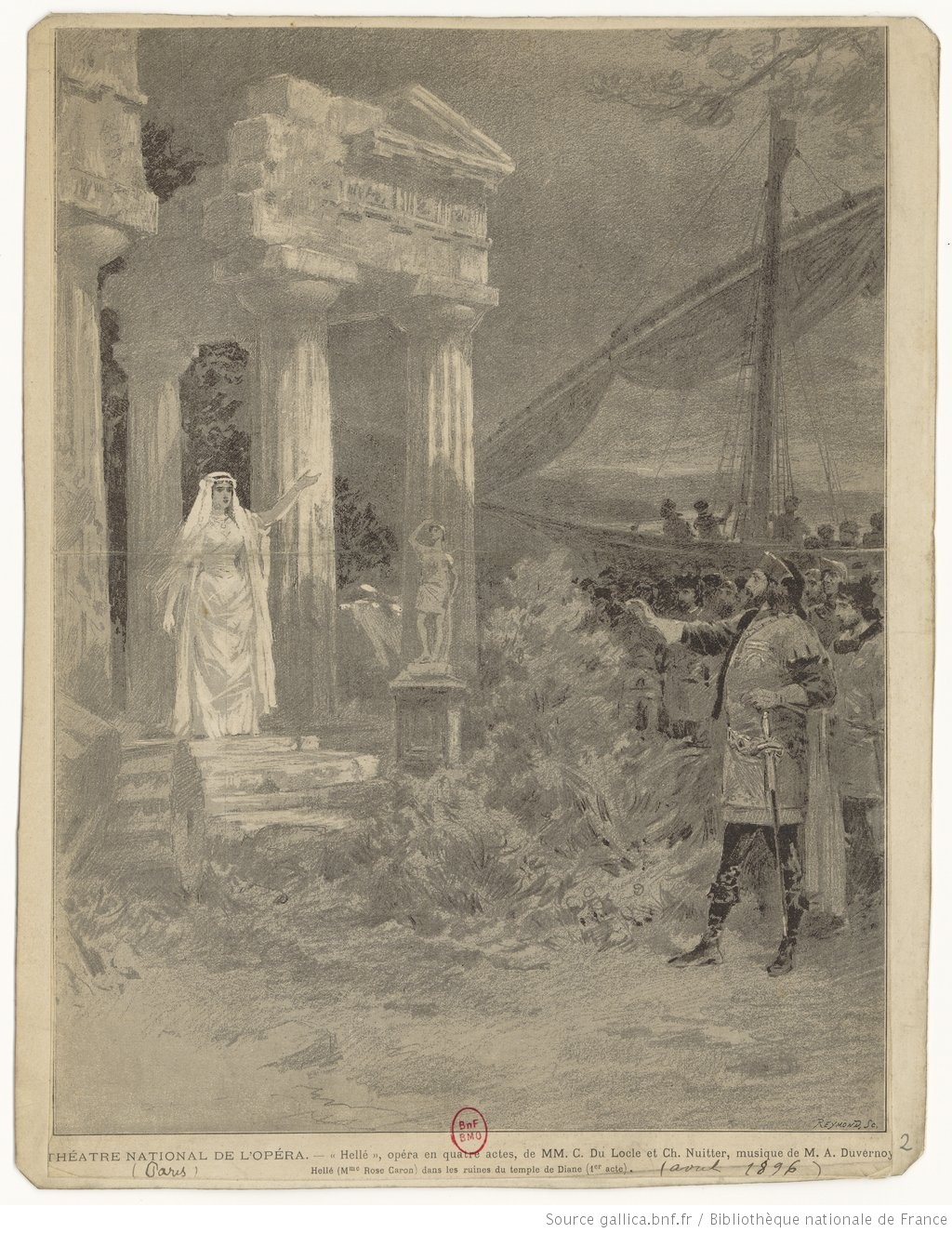
Hellé (Rose Caron) dans les ruines du temple de Diane au 1er acte de l'opéra Hellé

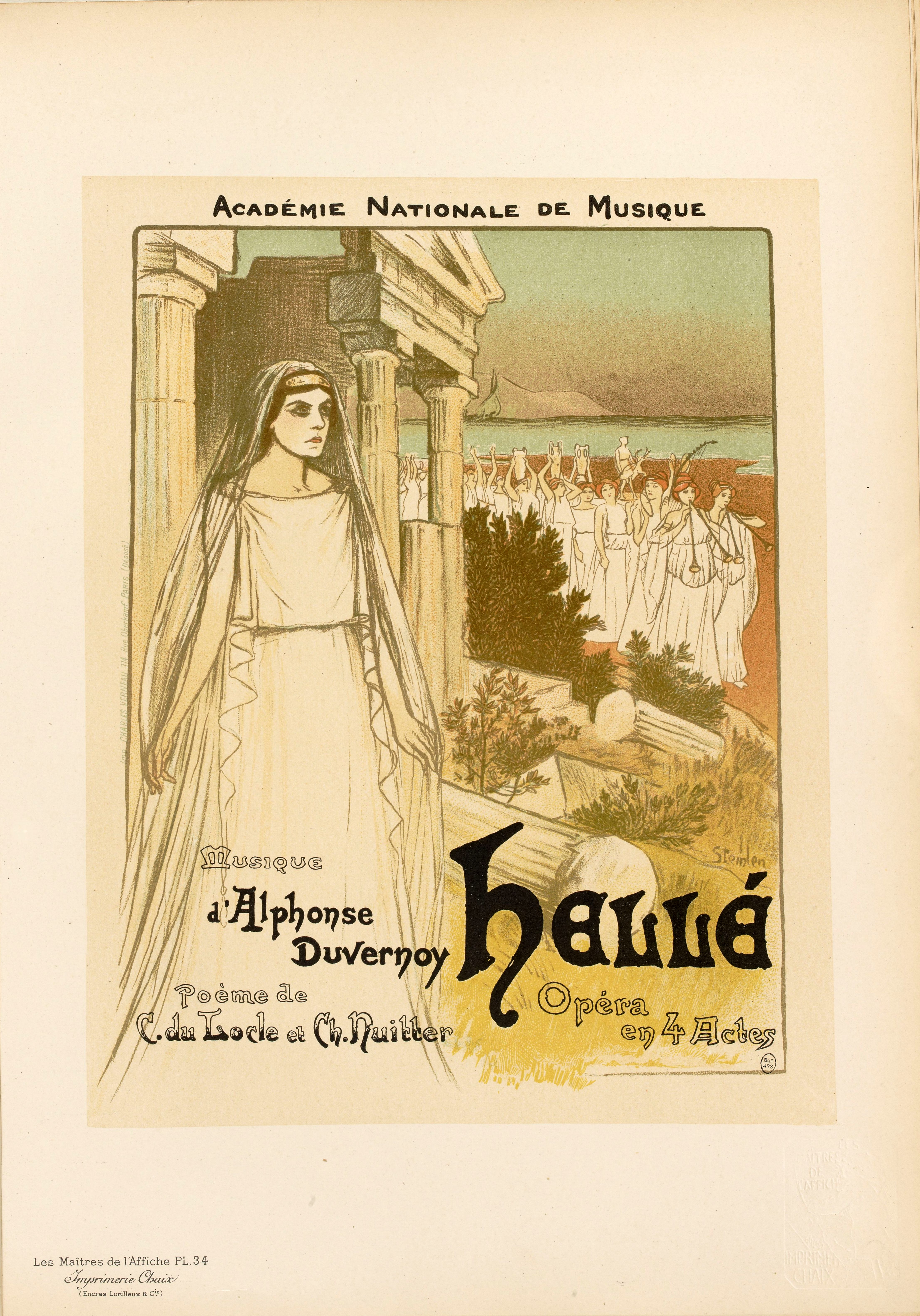
Affiche par Steinlen

### Opéras
- Sardanapale, opéra en 3 actes, livret de Pierre Berton d'après Lord Byron, créé le 3 décembre 1882 à Paris aux Concerts Lamoureux[22], représenté au Théâtre royal de Liège en 1892[23]
- Hellé, opéra en 4 actes, livret de Charles Nuitter et Camille du Locle, créé le 24 avril 1896 à l'Opéra de Paris

### Ballet
- Bacchus, ballet en 2 actes et 5 tableaux, livret de Georges Hartmann et Joseph Hansen d'après un poème d'Auguste Mermet, chorégraphie de Joseph Hansen, créé le 26 novembre 1902[24] à l'Opéra de Paris[25]

### Musique vocale
- « La Tempête : poème symphonique en 3 parties pour solistes, chœur et orchestre » (textes d'Armand Silvestre et de Pierre Berton d'après La Tempête de William Shakespeare ; créé le 24 novembre 1880 au théâtre du Châtelet), Le Ménestrel : journal de musique,‎ 28 novembre 1880 ([bpt6k56169955/f4 lire en ligne] sur Gallica, consulté le 14 avril 2020).
- « Cléopâtre : scène lyrique pour soprano, chœur et orchestre » (texte de Louis Gallet, créé aux Concerts Colonne en 1885), Le Ménestrel : journal de musique,‎ 5 avril 1885 (lire en ligne sur Gallica, consulté le 14 avril 2020).

### Musique d'orchestre
- Hernani, ouverture (1890)
- Pièces orchestrales (1876)

### Musique concertante
- 2 Fragments symphoniques pour piano et orchestre (1876)
- « Morceau de concert pour piano et orchestre, op. 20 » (dédié à Auguste Barbereau), Le Ménestrel : journal de musique,‎ 19 mars 1876 (lire en ligne sur Gallica, consulté le 14 avril 2020).
- « Scène de bal pour piano et orchestre, op. 28 », Le Ménestrel : journal de musique,‎ 26 avril 1885 (lire en ligne sur Gallica, consulté le 14 avril 2020).
- « Fantaisie symphonique pour piano et orchestre », Le Ménestrel : journal de musique,‎ 20 mars 1904 (lire en ligne sur Gallica, consulté le 14 avril 2020).

### Musique de chambre
- « Trio avec piano en mi mineur, op. 22 : Trio pour violon, violoncelle et piano en mi mineur (Alphonse Duvernoy) / Œuvres / Accueil - Bru Zane Media Base », sur bruzanemediabase.com, 1868 (consulté le 14 avril 2020).
- Sonate n° 1 pour violon et piano op. 23 (1885)
- Sérénade pour trompette, 2 violons, alto, violoncelle, contrebasse et piano, op. 24, pour la société musicale La Trompette
- Deux morceaux  pour flûte et piano, op. 41 (1898)
  1. Lamento
  2. Intermezzo
- Concertino pour flûte avec accompagnement de piano (ou orchestre), op. 45 (1899)
- Quatuor à cordes en do mineur, op. 46 (1899)
- Lied pour alto et piano, op. 47 (1901)
- Sonate n° 2 en do mineur pour violon et piano op. 51 (1905)

### Musique pour piano
- Six pièces (éditées en 1868)
  1. Romance sans paroles
  2. Gavotte
  3. Prélude
  4. Poco agitato
  5. Chanson
  6. Étude
- Ballade, op. 8 no 1 (éditée en 1872)
- Sérénade, op. 8 no 2
- Queen Mab (éditée en 1872)
- Regrets! (édités en 1872)
- Le message, Caprice (édité en 1875)
- Cinq pièces de genre (éditées en 1876)
- Voyage où il vous plaira, 15 Pièces, op. 21 (édité en 1879)
  1. En route!
  2. Récit
  3. Menuet
  4. Orientale
  5. Conversation
  6. Allegrezza
  7. Promenade
  8. Ischl
  9. Souvenir
  10. Momente de caprice
  11. Chanson
  12. Un soir
  13. Inquiétude
  14. Kilia
  15. Retour
- La tempête, Airs de ballet pour piano à 4 mains (1881)
- Pensée musicale, op. 25 (1885)
- Intermède, op. 26 (1885)
- Scherzetto, op. 27 (1885)
- Deux pièces, op. 35
- Sous bois, op. 36 (1894)
- Humoresque, op. 42
- L'école du mécanisme, 100 Études (1903)
- Sonate en la majeur, op.52 (1906)

### Mélodies
- Six mélodies pour voix et piano, op. 7
  1. Amour; texte de Pierre de Ronsard
  2. La caravane humaine; texte de Théophile Gautier
  3. Romance; texte de Théophile Gautier
  4. Les matelots; texte de Théophile Gautier
  5. Soupirs; texte de Sully Prudhomme
  6. La fuite; texte de Théophile Gautier
- Chanson d'amour pour voix et piano (1904) ; texte de Louis Bouilhet
- Douces larmes pour voix et piano (1905) ; texte de Paul Gravollet
- Chansons de page pour ténor ou soprano ; texte de Stéphane Bordèse

## Distinctions
- Chevalier de la Légion d'honneur 1891
- Officier de l'ordre des Palmes académiques 1896